# Sylvia Ashton
Sylvia Ashton (ur. 26 stycznia 1880 w Denver, zm. 17 listopada 1940 w Los Angeles) – amerykańska aktorka filmowa.

## Wybrana filmografia
- 1928: The Barker